# Pájara
Pájara è un comune spagnolo situato nella comunità autonoma delle Canarie, sull'isola di Fuerteventura. La sua popolazione è di 21.271 abitanti (2023), e la sua area è 383.52 km². Pájara è la municipalità più a sud ovest dell'isola. Pájara è inoltre la più grande municipalità dell'isola.
La penisola di Jandía è parte della municipalità.

## Le località della municipalità
La piccola città pittoresca di Pájara, che da il nome alla municipalità e ne è il capoluogo, è un centro turistico della penisola di Jandia. Nonostante le sue dimensioni offre alcuni monumenti che vale sicuramente la pena di visitare. La Iglesia Nuestra Señora de la Regla è sicuramente uno di questi, costruita tra il 1687 e il 1711 è una delle più belle chiese che si possono visitare sull'isola. Sono molte le decorazioni e le pietre preziose che arricchiscono questa costruzione, di particolare rilievo la vergine che sta in piedi sull'altare e che fu portata sull'isola da dei facoltosi emigranti provenienti dal Messico.
Pájara non è tuttavia il centro maggiore della municipalità: le località più abitate sono Morro Jable e Costa Calma, con rispettivamente (al 1º gennaio 2023) 8.245 e 5.704 abitanti, rispetto ai 1.111 del capoluogo, che risulta superato per numero di abitanti anche da La Lajita e Solana Matorral.
Il piccolo porto di Ajuy è situato a nord della municipalità, vicino a Betancuria. Le altre località abitate sono Esquinzo, La Pared, Pietras Caldas, Toto, Cardon, Mal Nombre e Punta Jandia, cui si aggiunge la località disabitata di Chilegua.

## Spazi naturali protetti
- Monumento naturale Ajuí: ospita sentimenti oceanici e fossili di animali marini già scomparsi e di grande interesse scientifico.
- Parco naturale di Jandía: abbraccia quasi tutta la totalità della penisola con lo stesso nome. Sono molte le specie animali in via di estinzione presenti in questo parco.
- Monumento naturale Montaña Cardón: di interesse scientifico per la sua ricchezza a livello naturale.
- Parco rurale di Betancuria: si estende tra i municipi di Betancuria, Puerto del Rosario, Antigua, Tuineje e Pájara. Il suo ecosistema favorisce la nascita e la crescita di uccelli acquatici.
- Regione naturale della Playa del Matorral: con solo 115 ettari, si tratta di un luogo di alto interesse scientifico.

## Galleria d'immagini

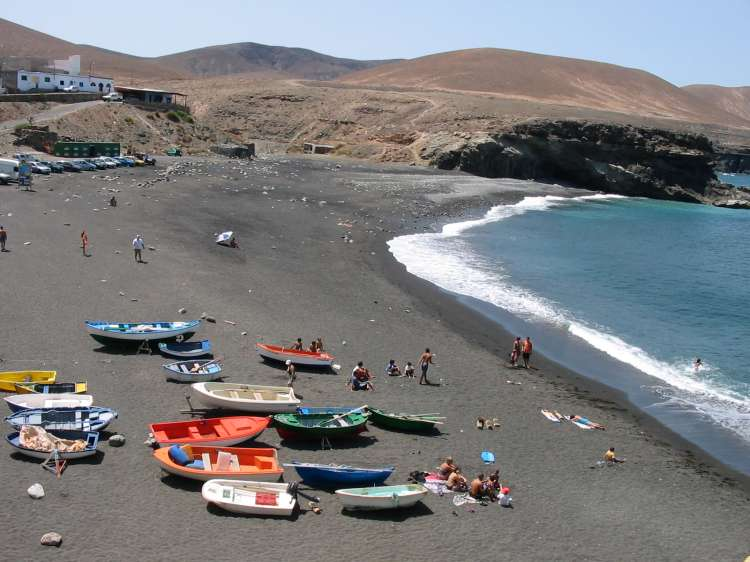
Spiaggia a Ajuy
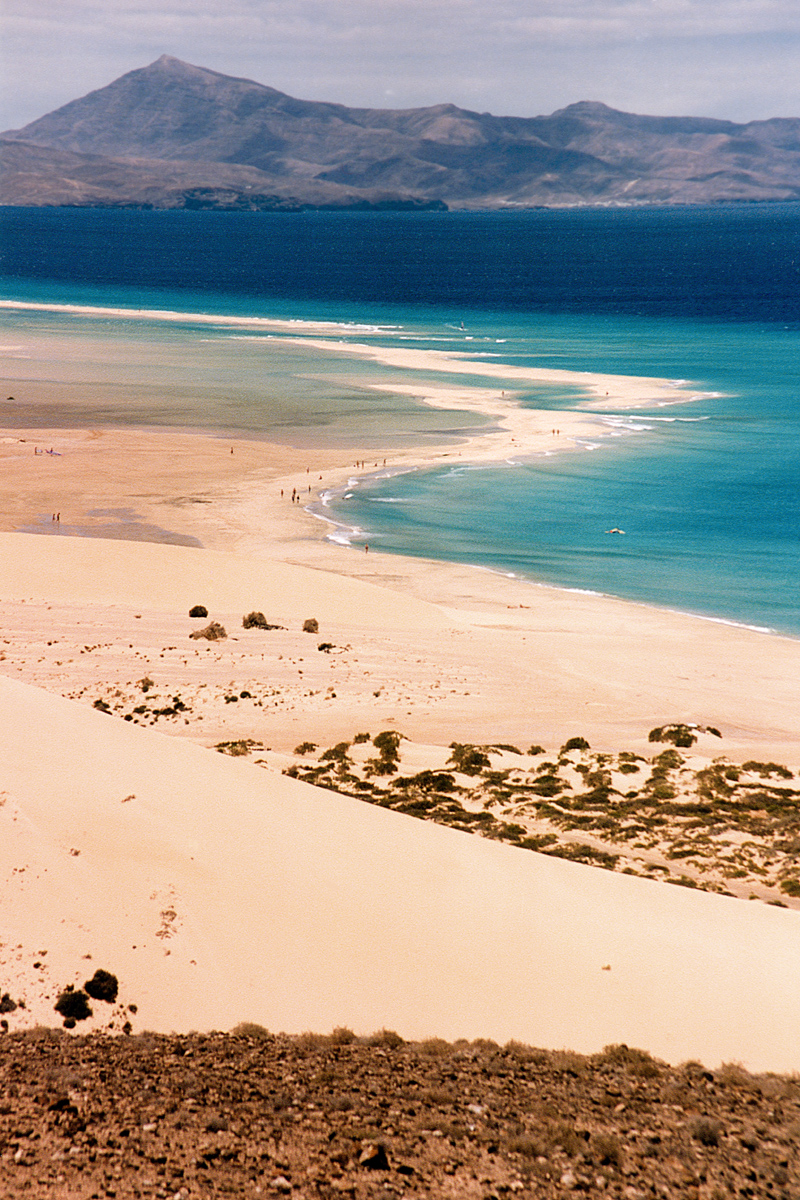
Spiaggia a El Cofete
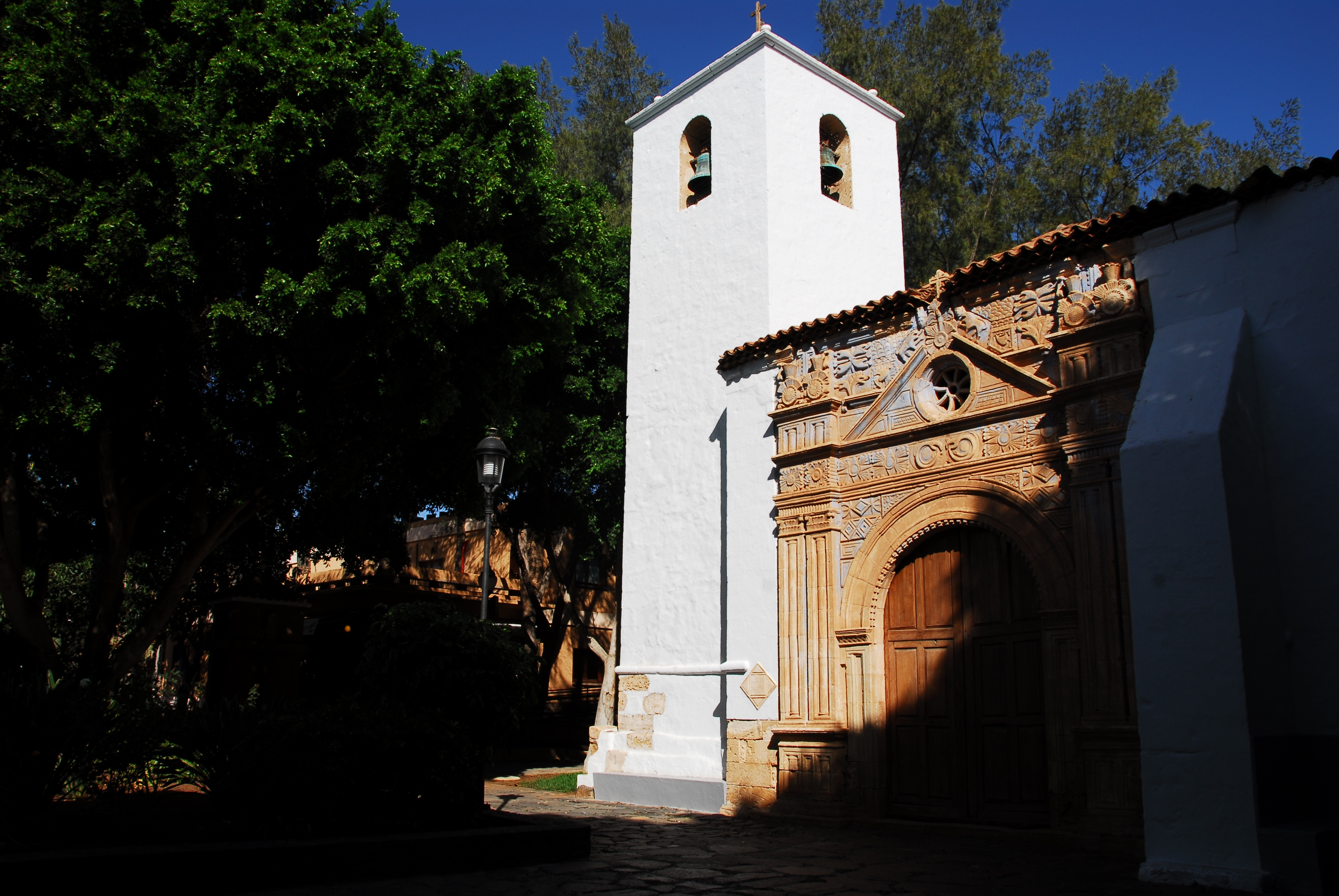
Chiesa Nuestra Señora de Regla, Pájara
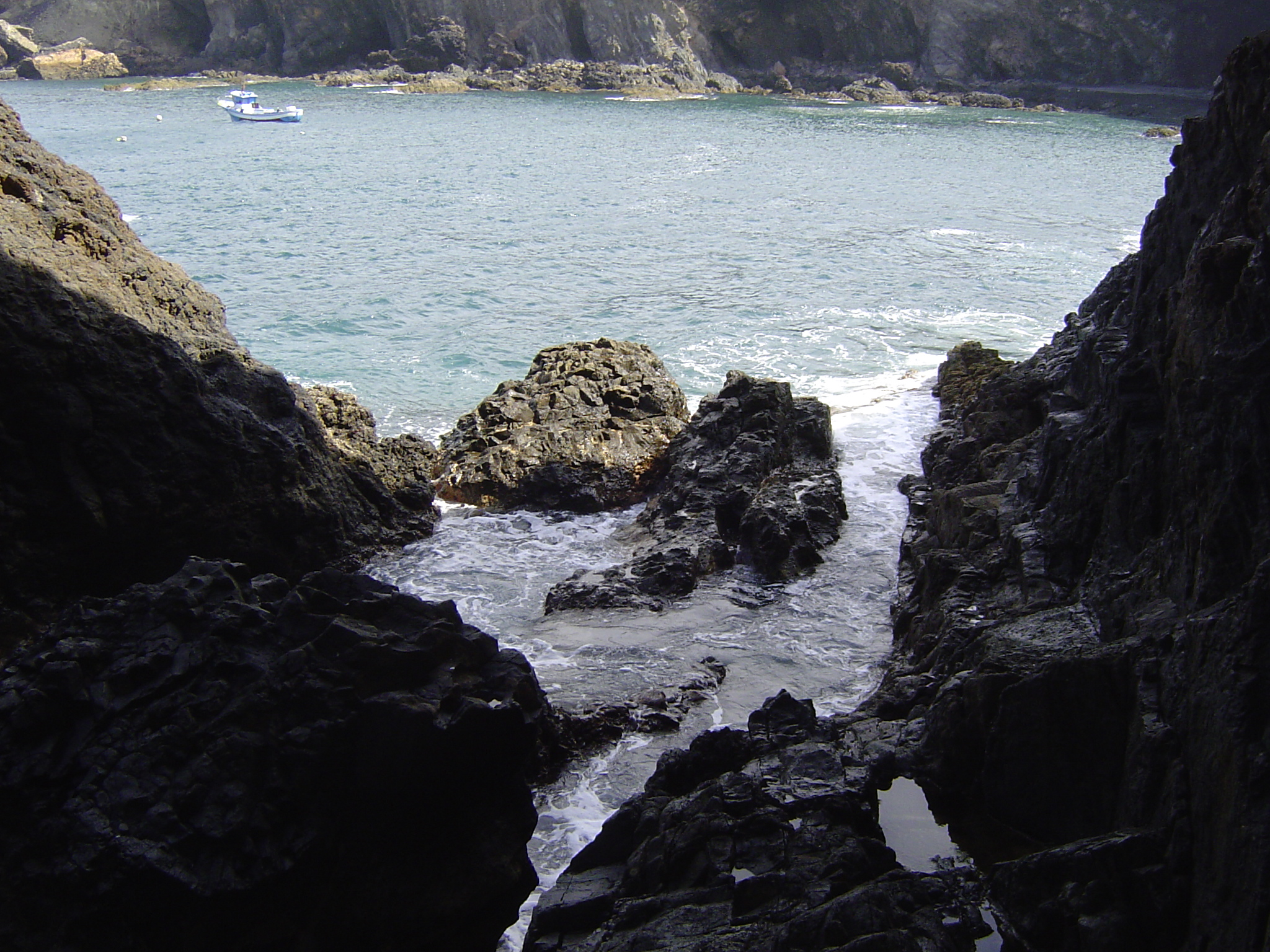
Spiaggia di Caleta Negra